# Unyō (tàu sân bay Nhật)
Unyō (tiếng Nhật: 雲鷹) là một tàu sân bay hộ tống thuộc lớp Taiyō được Hải quân Đế quốc Nhật Bản sử dụng trong Chiến tranh Thế giới thứ hai. Nó bị một tàu ngầm Mỹ đánh chìm vào năm 1944.

## Thiết kế và chế tạo
Chiếc tàu biển chở hành khách Yawata Maru (八幡丸) của hãng tàu Nippon Yusen được đạt lườn tại xưởng đóng tàu của Mitsubishi tại Nagasaki vào tháng 12 năm 1938, được hạ thủy vào tháng 10 năm 1939 và hoạt động từ tháng 7 năm 1940.
Nó được Hải quân Nhật trưng dụng vào tháng 10 năm 1941. Từ ngày 25 tháng 11 năm 1941 đến ngày 31 tháng 5 năm 1942, Yawata Maru được cải biến tại xưởng hải quân Kure. Sàn đáp của nó có kích thước 150 x 23 m và được trang bị hai thang nâng. Do không được trang bị bất kỳ một đảo cấu trúc thượng tầng, máy phóng hay dây hãm nào, Yawata Maru được xếp loại như một tàu chiến phụ trợ. Vào ngày 31 tháng 7 năm 1942, nó được xếp lại lớp thành một tàu sân bay hộ tống và được đổi tên thành Unyō.

## Lịch sử hoạt động
Unyō được sử dụng chủ yếu vào công việc huấn luyện bay và vận chuyển máy bay. Nó thường di chuyển cùng các con tàu chị em với nó Taiyō và Chūyō. Vào ngày 10 tháng 7 năm 1943, ngoài khơi Truk, nó trúng phải một quả ngư lôi phóng từ tàu ngầm Mỹ Halibut. Vào ngày 19 tháng 1 năm 1944, trên đường đi đến Yokosuka, nó lại bị đánh trúng và hư hỏng nặng bởi ba quả ngư lôi phóng từ tàu ngầm Haddock. Trong khi đang trú ẩn tại Garapan, Saipan vào ngày 23 tháng 1, một cuộc tấn công tiếp theo của Halibut bị đẩy lui. Sau khi được sửa chữa, chiếc tàu sân bay quay trở lại hoạt động vào tháng 6 năm 1944.
Vào ngày 17 tháng 9 năm 1944, Unyō bị đánh trúng hai quả ngư lôi phóng ra từ tàu ngầm Barb. Những nỗ lực của thủy thủ đoàn nhằm giữ chiếc Unyō bị thất bại. Trong tổng số khoảng 1.000 người có mặt trên tàu bao gồm thủy thủ đoàn và hành khách, 761 đã được cứu sống.

## Danh sách thuyền trưởng
- Keisho Minato (sĩ quan trang bị trưởng): 10 tháng 12 năm 1941 - 31 tháng 5 năm 1942
- Keisho Minato: 31 tháng 5 năm 1942 - 28 tháng 1 năm 1943
- Ichiro Aitoku: 28 tháng 1 năm 1943 - 14 tháng 4 năm 1943
- Ikuya Seki: 14 tháng 4 năm 1943 - 1 tháng 3 năm 1944
- Shiro Hiratsuka: 1 tháng 3 năm 1944 - 1 tháng 7 năm 1944
- Ikuzo Kimura: 1 tháng 7 năm 1944 - 17 tháng 9 năm 1944 (Tử trận – được truy thăng Chuẩn Đô đốc)